# Europastraße 26
Die Europastraße 26 (kurz E 26) ist eine 283 km lange Europastraße. Sie verbindet die beiden größten Städte Deutschlands, Hamburg und Berlin.

## Verlauf

### Städte
Wichtige Städte, die an der E 26 liegen, sind Hamburg, Mölln, Ludwigslust, Wittstock, Neuruppin und Berlin.

### Autobahnen
- Bundesautobahn 24
- Bundesautobahn 10
- Bundesautobahn 111